# Ail jaune
Allium flavum
Pour les articles homonymes, voir Ail.
Espèce
Classification APG III (2009)
L'ail jaune (Allium flavum L.) est une plante monocotylédone appartenant au genre Allium et à la famille des Amaryllidacées. Assez rare, il pousse dans les garrigues méditerranéennes et en moyenne montagne. On le reconnaît facilement à ses belles inflorescences jaunes et aux deux valves de sa spathe, très longues et terminées en pointe. Nom complet de la plante : Allium flavum subsp. flavum.

## Description

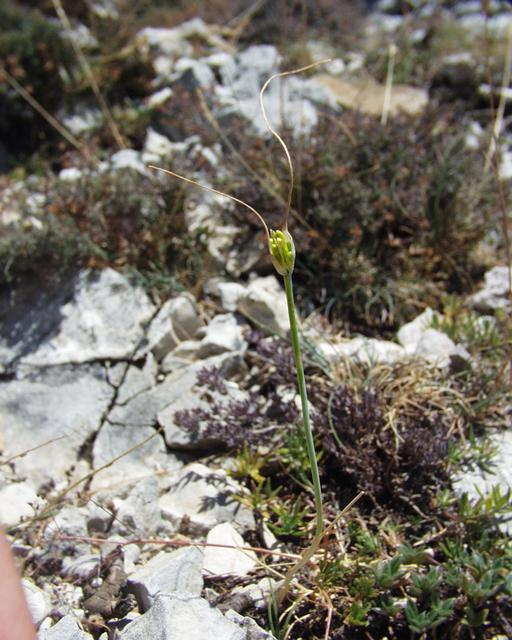
Allium flavum en bouton et son biotope calcaire.

### Écologie et habitat
Plante vivace par son bulbe, d'origine méditerranéenne, rencontrée notamment en Provence, dans les Préalpes et le Massif central, naturalisée en forêt de Fontainebleau. Rare en France (espèce protégée dans diverses régions) l'ail jaune est également présent en Espagne, en Italie, en Europe centrale et orientale jusqu'au Caucase. Nette préférence pour les sols calcaires. La plante pousse jusqu'à 1000 mètres d'altitude, rarement plus haut, dans les prés secs, sur les terrains sablonneux ou rocailleux. Floraison de juin à août.

### Morphologie générale et végétative
Plante herbacée bulbeuse à tige érigée (20 à 60 cm). Feuilles peu nombreuses, assez charnues, en partie engainantes, étroites et longues, ne dépassant cependant pas la tige.

### Morphologie florale
Fleurs hermaphrodites groupées en ombelle assez lâche, d'abord dressées puis nettement retombantes. Chaque fleur est portée par un assez long pédicelle. Périanthe en forme de clochette à six tépales ovales de couleur jaune parfois terminés par une petite pointe. Étamines et style dépassant le périanthe (style beaucoup plus long que les étamines). La spathe (bractée enveloppant l'inflorescence) s'ouvre en deux lanières brunâtres très longues et étroites, rigides, terminées en pointe. Pollinisation par les insectes.

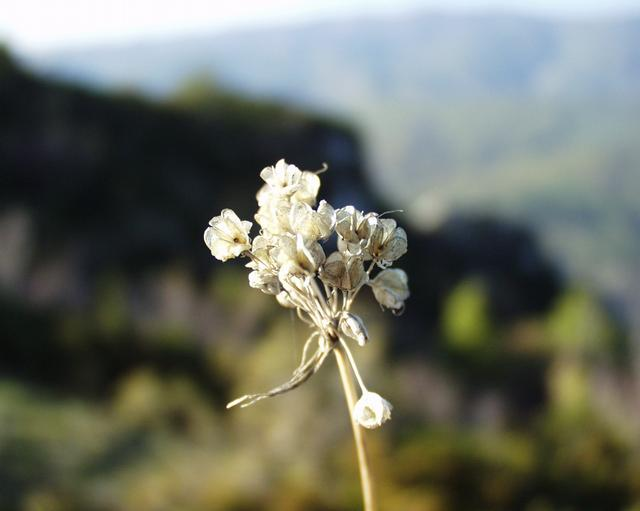
Allium flavum fructifiée.

### Fruit et graines
Le fruit est une capsule à trois loges, chaque loge contenant deux graines. Dissémination barochore (dispersion des graines par gravité auprès de la plante mère).